# کران بکنشتاین

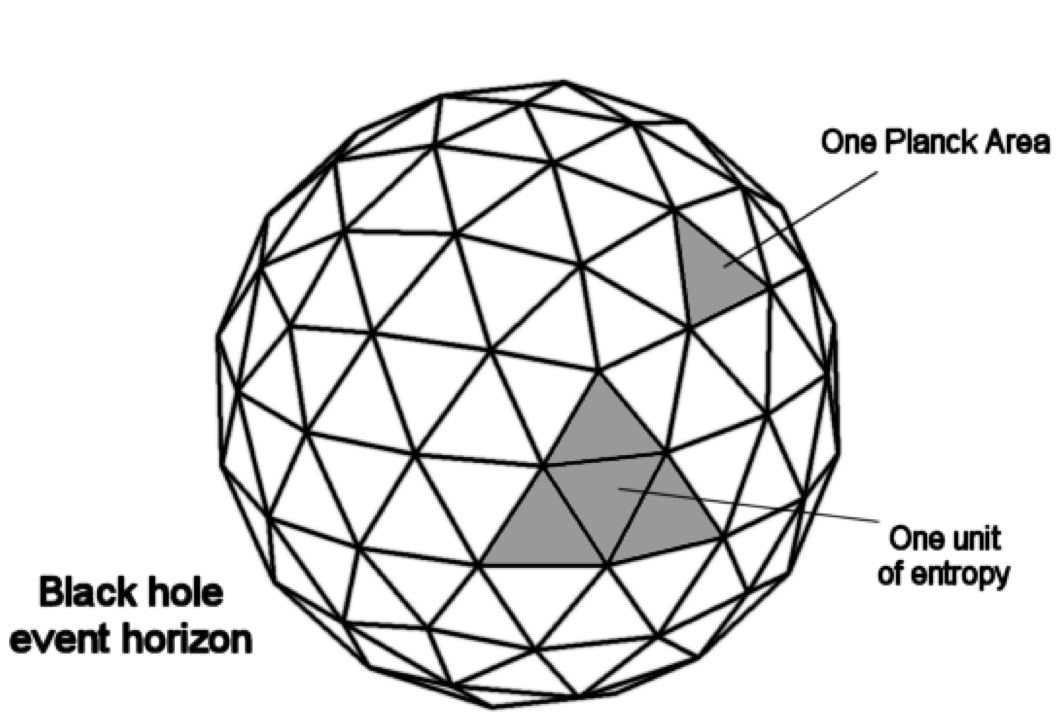
بر اساس کران بکنشتاین، آنتروپی یک سیاهچاله متناسب با تعداد مناطق پلانک است که برای پوشش افق رویداد سیاهچاله لازم است.

کران بکنشتاین (به انگلیسی: Bekenstein bound) عنوان یک حد فیزیکی است که نخستین بار توسط یاکوب بکنشتاین مطرح شد. این کران بیان می‌کند که بیشینهٔ اطلاعات قابل ذخیره‌سازی در یک سامانهٔ فیزیکی مقدار محدودی است. این مقدار از روی نابرابری عدم قطعیت هایزنبرگ محاسبه می‌شود و در نتیجهٔ آن مشخص می‌گردد که حجم اطلاعات ذخیره‌پذیر در یک سیستم به شعاع R (بر حسب متر) و جرم m (بر حسب کیلوگرم) برابر حاصلضرب جرم در شعاع در یک ضریب ثابت است. این ضریب ثابت تقریباً برابر ‎۲٫۵×۱۰۴۳ بیت بر متر بر کیلوگرم محاسبه می‌شود.
{\displaystyle I\leq {\frac {2\pi cRm}{\hbar \ln 2}}\approx 2.577\times 10^{43}mR}
برای نمونه با استفاده از کران بکنشتاین، مقدار اطلاعات ذخیره‌پذیر در یک اتم هیدروژن حدود ۴ مگابایت و مقدار اطلاعات ذخیره‌پذیر در مغز انسان چیزی حدود ‎۱۰۳۹ مگابیت به دست می‌آید. با این وجود باید توجه داشت که سیستم‌های طبیعی مقدار اطلاعاتی بسیار کمتر نسبت به آنچه از نظر فیزیکی ممکن است را در خود ذخیره می‌دارند.